# 艾格维沃 (阿列日省)
艾格维沃（法語：Aigues-Vives，法語發音：[ɛɡ viv] ⓘ）是法国阿列日省的一个市镇，属于帕米耶区。

## 地理
艾格维沃（42°59'48"N, 1°52'32"E）面积5.16 平方千米，位于法国奧克西塔尼大區阿列日省，该省份为法国西南部内陆省份，西部和北部与上加龙省接壤，东临奥德省，东南至东比利牛斯省接壤，南与安道尔和西班牙接壤。
与艾格维沃接壤的市镇（或旧市镇、城区）包括：拉罗克多尔姆、莱朗、兰布拉萨克、雷加、塔布尔、阿列日省特鲁瓦。

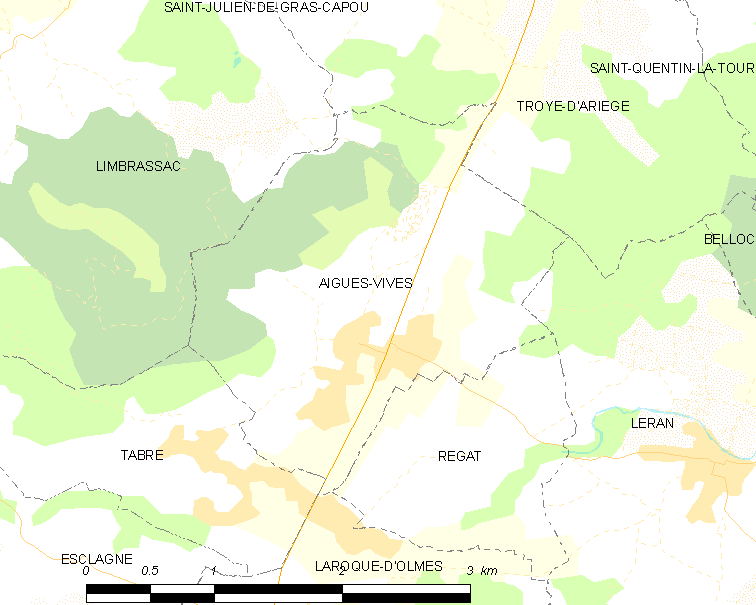
的OSM定位图

艾格维沃的时区为UTC+01:00、UTC+02:00（夏令时）。

## 行政
艾格维沃的邮政编码为09600，INSEE市镇编码为09002。

## 政治
艾格维沃所属的省级选区为米尔普瓦县。

## 人口

1962-2008年间人口变化图示

艾格维沃于2022年1月1日时的人口数量为631人。